# 亞勢備份
亞勢備份軟件開發有限公司，簡稱亞勢備份軟件開發，以及亞勢備份（英語：Ahsay Backup Software Development Company Limited，港交所：8290），在1994年，由當時Nova Botanical公司，成立「Nova Botanical (H.K.) Limited（納世家有限公司）」（「亞勢系統有限公司」前身），於香港（總部）成立。
其後在1999年，莊小霈和莊小靈進行收購該公司。主席為莊景帆。主要股東為莊李秀芳（為莊景帆配偶）。而業務在香港和全球經營開發的備份軟件產品及服務。
股份在2015年10月8日於港交所創業板上市。配售價格為0.2港元，配售股份數目為5億股，集資額為7730萬港元。

## 外部連結
- ahsay.com.hk （页面存档备份，存于）